# Nagylóc
Nagylóc is een plaats (község) en gemeente in het Hongaarse comitaat Nógrád. Nagylóc telt 1751 inwoners (2001).